# Huaxtécatl Dos
Huaxtécatl Dos är en ort i Mexiko.   Den ligger i kommunen Zongolica och delstaten Veracruz, i den sydöstra delen av landet, 260 km öster om huvudstaden Mexico City. Huaxtécatl Dos ligger 611 meter över havet och antalet invånare är 150.
Terrängen runt Huaxtécatl Dos är bergig västerut, men österut är den kuperad. Terrängen runt Huaxtécatl Dos sluttar österut. Runt Huaxtécatl Dos är det ganska tätbefolkat, med 222 invånare per kvadratkilometer. Närmaste större samhälle är Cosolapa, 19,9 km öster om Huaxtécatl Dos. I omgivningarna runt Huaxtécatl Dos växer i huvudsak städsegrön lövskog.